# Nymphon biserratum
Nymphon biserratum är en havsspindelart som beskrevs av Losina-Losinsky, L.K. 1961. Nymphon biserratum ingår i släktet Nymphon och familjen Nymphonidae. Inga underarter finns listade i Catalogue of Life.